# Nassarius crematus
Nassarius crematus är en snäckart som först beskrevs av Hinds 1844.  Nassarius crematus ingår i släktet nätsnäckor, och familjen Nassariidae. Inga underarter finns listade i Catalogue of Life.